# Phyllachora maquilingensis
Phyllachora maquilingensis är en svampart som beskrevs av Syd. & P. Syd. 1920. Phyllachora maquilingensis ingår i släktet Phyllachora och familjen Phyllachoraceae.   Inga underarter finns listade i Catalogue of Life.